# Бурачок шорсткий
Бурачо́к шорстки́й (Alyssum hirsutum) — рослина родини капустяних.

## Поширення
В Україні поширений у Закарпатті, Криму, у лісостеповій та степовій зоні. Росте на сухих пагорбах та схилах, на оголеннях вапняку та крейди. Бур'ян на полях. Часто поширюється вздовж залізничних колій.

## Ботанічний опис
Стебло до 40 см заввишки, галузисте від основи. Рослини запушені відстовбурченими зірчастими волосками.
Листки лінійно-довгасті, чергові.
Квітки зібрані на верхівці стебла у волоть, яка під час дозрівання плодів видовжується й рідшає. Квітки блідо-жовті, правильні, двостатеві. Пелюсток 4, вони мають нігтик. Чашолистків 4. Тичинок 6 — 2 короткі та 4 довгі.
Плоди — круглі стручечки до 7 мм завдовжки, вкриті волосками, які сидять на горбочках. Запилюється бурачок шорсткий переважно мухами, але можливе і самозапилення.